# Un fiancé pour Noël (téléfilm, 2007)
Un fiancé pour Noël (Holiday in Handcuffs) est un téléfilm de Noël américano-canadien réalisé par Ron Underwood et diffusé le 9 décembre 2007 sur ABC Family.
Le film met en vedette Melissa Joan Hart et Mario López. Il a été filmé à Calgary (Alberta) au Canada à l'été de 2007. Il est tiré d'un livre nommé Vacance en menottes écrit par un auteur inconnu.

## Synopsis
À la veille de Noël, Trudie, jeune artiste peintre, est délaissée par son petit ami, Nick. Elle ne veut pas passer pour le mouton noir de la famille auprès de ses parents en se présentant comme célibataire. Trudie, qui travaille comme serveuse, décide de kidnapper un de ses clients pour remplacer son compagnon…

## Fiche technique
- Titre original : Holiday in Handcuffs
- Titre français : Un fiancé pour Noël
- Réalisation : Ron Underwood
- Scénario : Sara Endsley
- Genre : comédie
- Durée : 90 minutes
- Budget : 5 millions $
- Société de production : Hand Cuff Productions
- Pays :  États-Unis,  Canada
- Dates de sortie à la télévision : 9 décembre 2007 (États-Unis), 21 juin 2008 (Hongrie), 23 décembre 2008 (Belgique et Suède), 29 décembre 2009 (Italie).

## Distribution
- Melissa Joan Hart (VF : Sarah Marot) : Gertrude « Trudie » Chandler
- Mario López (VF : Adrien Antoine) : David Martin
- Timothy Bottoms (VF : Michel Papineschi) : Le père Chandler
- Markie Post (VF : Céline Monsarrat) : La mère Chandler
- Kyle Howard (en) (VF : Alexis Victor) : Jake Chandler
- Vanessa Lee Evigan (en) : Katie Chandler
- Gabrielle Miller : Jessica
- Layla Alizada (en) (VF : Véronique Desmadryl) : Lucy
- Karen Hines (en) : Maria
- Maureen Jones : Barbara
- Marty Hanenberg : Mr. Portnoy